# NGC 5483
NGC 5483 est une galaxie spirale barrée située dans la constellation du Centaure. Sa vitesse par rapport au fond diffus cosmologique est de 1 993 ± 16 km/s, ce qui correspond à une distance de Hubble de 29,4 ± 2,1 Mpc (∼95,9 millions d'al). NGC 5483 a été découverte par l'astronome britannique John Herschel en 1836.
La classe de luminosité de NGC 5482 est III et elle présente une large raie HI. La luminosité de NGC 5483 dans l'infrarouge lointain (de 40 à 400 µm)  est égale à 8,51 × 109 {\displaystyle L_{\odot }} (109,93{\displaystyle L_{\odot }}) et sa luminosité totale dans l'infrarouge (de 8 à 1 000 µm) est de 1,12 × 1010 {\displaystyle L_{\odot }} (1010,05{\displaystyle L_{\odot }}).
En raison d'une brillance de surface égale à 14,07 mag/am2, on peut qualifier NGC 5483 de galaxie à faible brillance de surface (LSB en anglais pour low surface brightness). Les galaxies LSB sont des galaxies diffuses (D) avec une brillance de surface inférieure de moins d'une magnitude à celle du ciel nocturne ambiant.
À ce jour, six mesures non basées sur le décalage vers le rouge (redshift) donnent une distance de 18,483 ± 3,100 Mpc (∼60,3 millions d'al), ce qui est nettement à l'extérieur des valeurs de la distance de Hubble. Puisque cette galaxie semble relativement rapprochée du Groupe local, cette distance est peut-être plus près de sa distance réelle que la distance de Hubble. Notons cependant que c'est avec la valeur moyenne des mesures indépendantes, lorsqu'elles existent.

## Morphologie
NGC 5483 a été utilisée par Gérard de Vaucouleurs comme une galaxie de type morphologique SAB(s)c dans son atlas des galaxies,.
Eskridge, Frogel et Pogge ont publié un article en 2002 décrivant la morphologie de 205 galaxies spirales ou lenticulaires rapprochées. Les observations ont été réalisées dans la bande H de l'infrarouge et dans la bande B (le bleu). Selon Eskridge et ses collègues, NGC 5483 est une galaxie spirale de type SABc dans la bande B et de type SBc dans la bande H. Son petit bulbe est intégré dans une petite lentille barrée. Deux bras spiraux lisses et bien définis émergent perpendiculairement des extrémités de la barre et ils s'étendent sur environ 180 degrés avant de disparaître. Près du bulbe, les bras présentent des traces de nœuds, mais vers l'extérieur ils sont assez lisses. À environ 180 degrés, ils deviennent beaucoup plus larges et diffus. L'angle de position des isophotes externes est décalé d'environ 90 degrés par rapport à celui du composant barre/lentille.